# Olympische Winterspiele 2006/Skeleton – Männer
Der Skeletonwettkampf der Männer bei den Olympischen Winterspielen 2006   wurden am 17. Februar 2006 in zwei Läufen ausgetragen.
Olympiasieger wurde der Kanadier Duff Gibson, der mit 39 Jahren der älteste Sieger einer Individualsportart bei Olympischen Winterspielen ist. Seine Goldmedaille widmete er seinem verstorbenen Vater Andy, der 2005 nach elf Jahren den Kampf gegen den Krebs verloren hatte. Gibsons Landsmann Jeff Pain gewann die Silber- und Gregor Stähli aus der Schweiz die Bronzemedaille.

## Ergebnisse
| Rang | Athlet              | Land               | 1. Lauf (min) | 2. Lauf (min) | Gesamt (min) | Defizit (s) |
| ---- | ------------------- | ------------------ | ------------- | ------------- | ------------ | ----------- |
| 1    | Duff Gibson         | Kanada             | 0:57,80       | 0:58,08       | 1:55,88      | —           |
| 2    | Jeff Pain           | Kanada             | 0:57,98       | 0:58,16       | 1:56,14      | +0,26       |
| 3    | Gregor Stähli       | Schweiz            | 0:58,39       | 0:58,41       | 1:56,80      | +0,92       |
| 4    | Paul Boehm          | Kanada             | 0:58,61       | 0:58,45       | 1:57,06      | +1,18       |
| 5    | Kristan Bromley     | Großbritannien     | 0:58,35       | 0:58,75       | 1:57,10      | +1,22       |
| 6    | Eric Bernotas       | Vereinigte Staaten | 0:58,43       | 0:58,76       | 1:57,19      | +1,31       |
| 7    | Martins Dukurs      | Lettland           | 0:58,79       | 0:58,60       | 1:57,39      | +1,51       |
| 8    | Adam Pengilly       | Großbritannien     | 0:58,37       | 0:59,09       | 1:57,46      | +1,58       |
| 9    | Sebastian Haupt     | Deutschland        | 0:58,48       | 0:59,10       | 1:57,58      | +1,70       |
| 10   | Ben Sandford        | Neuseeland         | 0:59,16       | 0:58,60       | 1:57,76      | +1,88       |
| 11   | Kazuhiro Koshi      | Japan              | 0:58,65       | 0:59,40       | 1:58,05      | +2,17       |
| 12   | Maurizio Oioli      | Italien            | 0:59,28       | 0:59,24       | 1:58,52      | +2,64       |
| 13   | Martin Rettl        | Österreich         | 0:59,23       | 0:59,53       | 1:58,76      | +2,88       |
| 14   | Philippe Cavoret    | Frankreich         | 0:59,79       | 0:59,08       | 1:58,87      | +2,99       |
| 15   | Alexander Tretjakow | Russland           | 0:59,71       | 0:59,32       | 1:59,03      | +3,15       |
| 16   | Markus Penz         | Österreich         | 0:59,55       | 0:59,51       | 1:59,06      | +3,18       |
| 17   | Kevin Ellis         | Vereinigte Staaten | 0:59,46       | 0:59,75       | 1:59,21      | +3,33       |
| 18   | Masaru Inada        | Japan              | 0:59,63       | 0:59,74       | 1:59,37      | +3,49       |
| 19   | Patrick Singleton   | Bermuda            | 1:00,06       | 0:59,75       | 1:59,81      | +3,93       |
| 20   | David Connolly      | Irland             | 0:59,97       | 1:00,00       | 1:59,97      | +4,09       |
| 21   | Tyler Botha         | Südafrika          | 0:59,43       | 1:00,63       | 2:00,06      | +4,18       |
| 22   | Shaun Boyle         | Australien         | 1:00,13       | 1:00,00       | 2:00,13      | +4,25       |
| 23   | Kang Kwang-bae      | Südkorea           | 1:00,41       | 0:59,88       | 2:00,29      | +4,41       |
| 24   | Frank Rommel        | Deutschland        | 0:59,94       | 1:00,41       | 2:00,35      | +4,47       |
| 25   | Chris Soule         | Vereinigte Staaten | 1:00,33       | 1:00,90       | 2:01,23      | +5,35       |
| 26   | Nicola Nimac        | Kroatien           | 1:01,86       | 1:02,44       | 2:04,30      | +8,42       |
| 27   | Patrick Antaki      | Libanon            | 1:03,01       | 1:01,43       | 2:04,44      | +8,56       |